# Скородумка (Юровское муниципальное образование)
Скородумка — деревня в Грязовецком районе Вологодской области.
Входит в состав Юровского муниципального образования, с точки зрения административно-территориального деления — центр Покровского сельсовета.
Расстояние до районного центра Грязовца по автодороге — 15 км, до центра муниципального образования Юрово по прямой — 12 км. Ближайшие населённые пункты — Дьяково, Чернецкое, Шильмяшево.
По переписи 2002 года население — 486 человек (235 мужчин, 251 женщина). Преобладающая национальность — русские (97 %).